# Qelīch Khānī
Qelīch Khānī (persiska: قلیچ خانی) är en ort i Iran.   Den ligger i provinsen Kermanshah, i den västra delen av landet, 500 km väster om huvudstaden Teheran. Qelīch Khānī ligger 1 347 meter över havet och antalet invånare är 241.
Terrängen runt Qelīch Khānī är platt åt nordost, men åt sydväst är den kuperad.Runt Qelīch Khānī är det ganska tätbefolkat, med 144 invånare per kvadratkilometer. Närmaste större samhälle är Kūzarān-e Sanjābī, 6,6 km nordväst om Qelīch Khānī. Trakten runt Qelīch Khānī består till största delen av jordbruksmark.